# Illa MacKlintok
McClintock (en rus: Остров Мак-Клинтока; Ostrov Mak-Klintoka) és una illa deshabitada que es troba a la Terra de Francesc Josep, Rússia.

## Geografia
La seva forma és quadrada, amb una longitud màxima de 33 km i una superfície de 612 km². Està recoberta de gel i el seu punt més alt és a 521 msnm. A l'est, molt propera, hi ha l'illa de Hall, mentre l'illa Alger es troba al nord i l'illa Brady a l'oest.

## Història
L'illa va ser descoberta per l'expedició austrohongaresa al Pol Nord el març de 1874. Va rebre el nom de l'explorador irlandès Francis Leopold McClintock. Durant el seu tercer viatge en trineu, Julius Payer va pujar al cap Brünn des d'on va intentar inspeccionar la costa sud de la Terra de Zichy i va estimar que l'extensió cap a l'oest de la Terra de Francesc Josep arribava com a mínim fins als 50° E.
L'Expedició Polar Baldwin-Ziegler va ser la següent a trepitjar l'illa l'1 de setembre de 1901, al cap Dillon. Aquest també va ser el lloc on Johan Kjeldsen va trobar els primers membres de l'expedició polar Ziegler atrapats a bord del Terra Nova el 30 de juliol de 1905.